# آرثر غيلب
آرثر غيلب (بالإنجليزية: Arthur Gelb)‏ هو محرر وصحفي أمريكي، ولد في 3 فبراير 1924 في نيويورك في الولايات المتحدة، وتوفي في 20 مايو 2014 في مانهاتن في الولايات المتحدة بسبب سكتة.